# كانيفا
كانيفا هي كومونا في مقاطعة بوردينوني في المنطقة الإيطالية فريولي-فينيسيا جوليا، وتقع على بعد حوالي 110 كيلومترات (68 ميل) شمال غرب تريستي وحوالي 15 كيلومترا (9 ميل) غرب بوردينون ،و في 31 ديسمبر 2004، بلغ عدد سكانها 6374 نسمة وتبلغ مساحتها 42 كيلومترات مربعة (16.2 ميل مربع).
تحد كانيفا البلديات التالية كوردينيانو، فونتانافريدا، فريجونا، بولسينيجو، ساسيل، سارميد, تامبر.

## المدن التوأم
- Neumarkt-Sankt Veit, Germany, since 2002

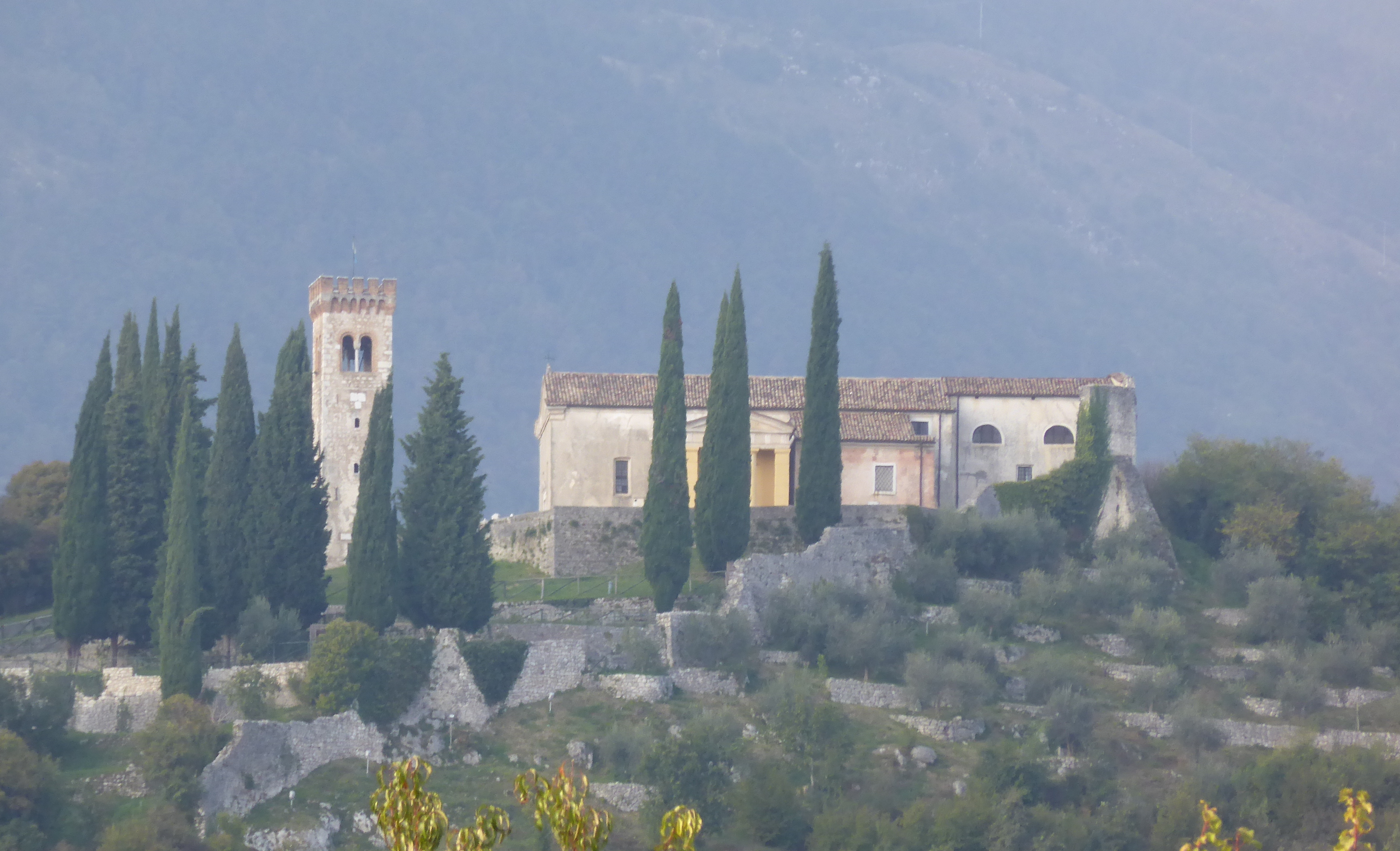
قلعة كانيفا (it)

## روابط خارجية
- comune.caneva.pn.it/